# Cryptops longipes
Cryptops longipes är en mångfotingart som beskrevs av Goux 1950. Cryptops longipes ingår i släktet Cryptops och familjen Cryptopidae.
Artens utbredningsområde är Frankrike. Inga underarter finns listade i Catalogue of Life.